# Wiscon
Wiscon – jednostka osadnicza w Stanach Zjednoczonych, w stanie Floryda, w hrabstwie Hernando.